# Moenkhausia georgiae
Moenkhausia georgiae es una especie de peces de la familia Characidae en el orden de los Characiformes.

## Morfología
Los machos pueden llegar alcanzar los 6,9 cm de longitud total.

## Hábitat
Vive en zonas de clima tropical.

## Distribución geográfica
Se encuentran en Sudamérica: cuencas de los ríos  Sipaliwini,  Maroni,  Mana,  Sinamary,  Condado,  Approuagua y  Oyapock.